# Lisa Cholodenko
Lisa Cholodenko (Los Angeles, Califòrnia, 5 de juny de 1964) és una directora i guionista de cinema estatunidenca, i membre de la junta de govern de l'Acadèmia de les Arts i les Ciències Cinematogràfiques. És coneguda per la seva aclamada pel·lícula The Kids Are All Right (2010), que va estar nominada a diversos premis, d'entre els quals quatre Oscars, quatre Globus d'Or i quatre BAFTA.

## Biografia
Cholodenko va créixer a la Vall de San Fernando, a Califòrnia, però va començar la seva carrera cinematogràfica a Nova York a principis dels anys 90, on va fer d'assistent de producció a les pel·lícules Boyz n the Hood de John Singleton, el 1991, i Used People de Beeban Kidron, el 1992. Posteriorment va estudiar a la Columbia University School of the Arts, on va fer un màster en direcció i guió. Després de tres curtmetratges va dirigir el seu primer llargmetratge, High Art (1998), protagonitzat per Ally Sheedy i Radha Mitchell. El 2002, un cop acabada la seva segona pel·lícula, Laurel Canyon, va decidir instal·lar-se a Los Angeles de manera permanent.
És parella de la guitarrista i cantautora Wendy Melvoin, amb qui té un fill, Calder, a través d'un donant d'esperma anònim. En l'època en què estava intentant quedar-se embarassada es va trobar amb el guionista Stuart Blumberg, que havia estat donant durant l'època universitària, i van decidir escriure una història junts; així va néixer el guió de The Kids Are All Right, que es va dur a la pantalla gran cinc anys més tard.

## Filmografia
| Any  | Títol                                                  | Com a     | Com a     | Com a     | Com a      | Notes |
| Any  | Títol                                                  | Directora | Guionista | Muntadora | Productora | Notes |
| ---- | ------------------------------------------------------ | --------- | --------- | --------- | ---------- | --- |
| 1994 | Souvenir (curtmetratge)                                | Sí        | Sí        |           | Sí         | |
| 1994 | Crawl (curtmetratge)                                   |           |           |           | Sí         | |
| 1997 | Dinner Party (curtmetratge)                            | Sí        | Sí        | Sí        |            | |
| 1998 | High Art                                               | Sí        | Sí        |           |            | |
| 1999 | Homicide: Life on the Street (episodi "The Same Coin") | Sí        |           |           |            | |
| 2001 | Six Feet Under (episodi "Familia")                     | Sí        |           |           |            | |
| 2002 | Push, Nevada (episodi "The Letter of the Law")         | Sí        |           |           |            | |
| 2002 | Laurel Canyon                                          | Sí        | Sí        |           |            | |
| 2004 | Cavedweller                                            | Sí        |           |           |            | |
| 2005 | The L Word (episodi "Lynch Pin")                       | Sí        |           |           |            | |
| 2010 | Hung                                                   | Sí        |           |           |            | |
| 2010 | The Kids Are All Right                                 | Sí        | Sí        |           |            | Nominació − Oscar al millor guió original Nominació − Globus d'Or al millor guió Nominació − BAFTA al millor guió original |

També ha col·laborat en pel·lícules com Boyz n the Hood (1991), Used People (1992), The Incredibly True Adventure of Two Girls in Love (1995) i Some of These Days (curtmetratge, 1996).